# Graham White
Graham White, né le 14 février 1951, est un ancien nageur australien des années 1960 et 1970 spécialisé en nage libre. Il a notamment remporté une médaille d'argent aux Jeux olympiques d'été de 1968 à Mexico dans le relais 4 × 200 m nage libre avec Greg Rogers, Bob Windle et Michael Wenden.